# Veritas (datorföretag)
Veritas (Officiellt Veritas Technologies LLC) är ett amerikanskt multinationellt teknikföretag baserat i Santa Clara, Kalifornien.